# Robert Vito
Robert Vito Diaz (Tampa, Florida; 13 de julio de 1987) es un actor estadounidense. Es conocido por haber interpretado a Rez en la película Spy Kids 3-D: Game Over (2003).Así como David Owens de la película de terror Urban Legends: Bloody Mary.

## Carrera
Inicio su carrera en el año 1998, interpretando a Kurtis Lutsky en la serie dramática Chicago Hope. Tiempo más tarde, en 2000, interpretó a Neil Kanelos (#2) en la serie dramática Port Charles. Al año siguiente, en 2001, hizo un papel menor en la serie Buffy the Vampire Slayer. Más tarde, interpretó al joven Steve en la película de comedia dramática My Best Friend's Wife.
En 2002, interpretó como Brian en la serie de comedia The Bernie Mac Show. Al año siguiente, en 2003, interpretó a Rez en la película Spy Kids 3-D: Game Over. Más tarde, participó como Vince Soulier en la serie dramática American Dreams.
En 2005, interpretó a David Owens de la película de terror Urban Legends: Bloody Mary. Años más tarde, en 2011, regresó haciendo un papel menor en la película de ciencia ficción Robotropolis.

## Filmografía
| Año       | Título                     | Personaje             | Notas                            |
| --------- | -------------------------- | --------------------- | -------------------------------- |
| 1998      | Chicago Hope               | Kurtis Lutsky         | Episodio: «Deliverance»          |
| 2000-2001 | Port Charles               | Neil Kanelos #2       | 10 episodios                     |
| 2001      | Buffy the Vampire Slayer   | Chico                 | Episodio: «Bargaining: Part 1»   |
| 2001      | My Best Friend's Wife      | Steve (Joven)         | Película                         |
| 2002      | The Bernie Mac Show        | Brian                 | Episodio: «Mac 101»              |
| 2003      | Spy Kids 3-D: Game Over    | Rez                   | Película                         |
| 2003      | American Dreams            | Vince Soulier         | Episodio: «And Promises to Keep» |
| 2005      | Urban Legends: Bloody Mary | David Owens           | Películas                        |
| 2011      | Robotropolis               | Ingeniero robótico #2 | Películas                        |
| TBA       | Killing Games              | Evan                  | Preproducción                    |